# Henschel Typ Zollern
Die Tenderlokomotiven Henschel Typ Zollern wurden von der Lokomotivfabrik Henschel in Kassel als Industrielokomotiven gebaut. Die genaue Anzahl der gebauten Lokomotiven ist nicht bekannt. Das älteste bekannte Exemplar stammt aus dem Jahr 1899, die Typreihe in dieser Form wurde bis 1939 gefertigt. Nach dem Zweiten Weltkrieg wurde die Type weiterentwickelt und unter der neuen Bezeichnung B 250 vertrieben.
Ihr Einsatzgebiet waren Werkbahnen, über Einsätze bei Privatbahnen ist nichts bekannt. Sie waren bis 1971 im Einsatz. Zwei Lokomotiven sind bis heute (2020) als Ausstellungsstück erhalten.

## Geschichte und Technik
Die Lokomotiven entstammen einem umfangreichen Programm von Tenderlokomotiven für Industrie- und Privatbahnen von Henschel in Kassel von B-gekuppelten Lokomotiven mit etwa 250 PS bis zum E-Kuppler mit etwa 800 PS. Sie wurden als Nassdampf-Lokomotiven gebaut.
Der Typ Zollern war ungefähr doppelt so stark wie die Lokomotiven des Typs Bonifacius. Die älteste bekannte Lokomotive stammt aus dem Jahr 1899 und wurde an die Zeche Lothringen in Bochum geliefert. Sie hatte die Fabriknummer Henschel 5137. Die Zeche Zollern in Dortmund erhielt 1901 mit der Fabriknummer Henschel 5843 ebenfalls eine Lok dieses Typs.
Eine private Datenbank listet acht Lokomotiven auf. Auf einer anderen Datenbank ist eine weitere erhaltene Lokomotive zu finden. Bei den Zechen in Nordrhein-Westfalen sind zusätzlich 18 Lokomotiven genannt.
Die Lokomotiven besaßen einen als Innenrahmen ausgeführten Blechrahmen mit in den Rahmenwangen eingenietetem Wasserkasten. Zusätzlich waren die Pufferbohlen als Querversteifung ausgebildet. Ein zusätzlicher Wasservorrat war im rechten Wasserkasten vorhanden, auf der linken Seite war der Kohlenvorrat untergebracht. Der zweite Radsatz des Laufwerkes war die Treibachse. Die Heusinger-Steuerung der Dampfmaschine erfolgte mit Flachschiebern, vereinzelt auch mit Kolbenschiebern. Der Kreuzkopf lief einschienig auf der Gleitbahn.
Der Kessel hatte einen Betriebsdruck von 13 bar. Vorne auf dem Langkessel war ein Dampfdom mit Ventilregler untergebracht. Hinter dem Dom folgte der Sandkasten, von diesem wurden die Radsätze jeweils von innen manuell gesandet. Der Stehkessel hatte bei den älteren Lokomotiven eine Feuerbüchse aus Kupfer sowie Sicherheitsventile der Bauart Ramsbotton. Ab den 1930er Jahren wurden die Lokomotiven mit Feuerbüchsen aus Stahl sowie mit Sicherheitsventilen der Bauart Pop ausgestattet. Die kleine Rauchkammer trug einen langen konischen Schornstein sowie den Dampfgenerator für die Beleuchtung in Längsform.
Abgebremst wurden beide Radsätze einseitig. Die Lokomotiven waren werkseitig mit einer Wurfhebelbremse ausgestattet. Einige, so auch die der Deutschen Reichsbahn, hatten die indirekte Bremse von Knorr erhalten. Die Dampfpfeife war auf dem Führerhausdach, ein Dampfläutewerk hinter dem Sandkasten angebaut.

## Einsatz

### Nordrhein-Westfalen
Bei den Zechenbahnen in Nordrhein-Westfalen waren 18 Lokomotiven vorhanden, die in der Zeit von 1899 bis 1923 hergestellt wurden. Die jüngste Maschine mit der Fabriknummer 19679 wurde an die Harpener Bergbau AG geliefert und trug die Inventarnummer XXVIII.
Ein Großteil der Fahrzeuge wurde noch vor dem Zweiten Weltkrieg verschrottet, einige waren bis in die 1960er Jahre eingesetzt. Die letzte Lok mit der Fabriknummer 19678 aus dem Jahr 1922 trug bei der Zeche Constantin der Große die Nummer 2.II Von den Zechenbahnen blieb keine Lokomotive erhalten.

### Deutsche Reichsbahn
Die 1939 gebaute Lokomotive mit der Fabriknummer 24915 wurde 1945 auf den Anschlussgleisen im KZ Oranienburg vorgefunden. Sie kam zur Deutschen Reichsbahn und wurde als 98 139 bezeichnet. Sie wurde dem Bahnbetriebswerk Frankfurt (Oder) Pbf zugeteilt, weitere Daten sind nicht bekannt. 1957 war sie nicht mehr im Bestand der Reichsbahn.

### Erhaltene Lokomotive
Die Lokomotive mit der Fabriknummer 23485 wurde 1937 an ein Gaswerk in Marburg verkauft. Die Lok wechselte nach dem Krieg zu den Harburger Ölwerken Brinkmann und Mergell, Hobum Nielsena GmbH in Hamburg-Harburg, erhielt die Betriebsnummer Hobum 1 und war seit 1971 bei den Freunden der Eisenbahn Hamburg e.V. im Bahnbetriebswerk Hamburg-Wilhelmsburg. 2003 wurde sie der Stiftung Hamburg Maritim übergeben und befindet sich seit 2004 bis heute (2020) im optisch aufgearbeiteten Zustand und blauer Farbgebung bei den Freunden der historischen Hafenbahn am sogenannten 50er Schuppen.